# Liste der Naturdenkmäler in St. Martin in Thurn
Die Liste der Naturdenkmäler in St. Martin in Thurn (ladinisch San Martin de Tor, italienisch San Martino in Badia) enthält die sieben als Naturdenkmal ausgewiesene Objekte auf dem Gebiet der Gemeinde St. Martin in Thurn in Südtirol.
Basis ist das im Internet einsehbare offizielle Verzeichnis der Naturdenkmäler in Südtirol (Stand: 23. Januar 2015). Dabei kann es sich um botanische, geologische oder hydrologische Naturdenkmäler handeln. Die Reihenfolge in dieser Liste orientiert sich an der ID, alternativ ist sie auch nach dem Namen sortierbar.

## Liste
| Foto |                 | Name                                                           | Standort                     | Beschreibung                              |
| ---- | --------------- | -------------------------------------------------------------- | ---------------------------- | ----------------------------------------- |
| BW   | Datei hochladen | eine Linde in Piccolein ID: 083_G01                            | 46° 41′ 22″ N, 11° 53′ 44″ O | Botanisches Naturdenkmal: Linde           |
| ja   | Datei hochladen | Schwefelquellen beim Bad Valdander ID: 083_G02                 | 46° 41′ 0″ N, 11° 51′ 36″ O  | Hydrologisches Naturdenkmal: Quelle       |
| BW   | Datei hochladen | Quellgebiet Cialdires und Feuchtgebiet Mangrofëgns ID: 083_G03 | 46° 37′ 17″ N, 11° 51′ 22″ O | Hydrologisches Naturdenkmal: Quellmoor    |
| BW   | Datei hochladen | Quellgebiet Lagac ID: 083_G04                                  | 46° 37′ 46″ N, 11° 50′ 29″ O | Hydrologisches Naturdenkmal: Quellmoor    |
| BW   | Datei hochladen | Juelmoos ID: 083_G05                                           | 46° 37′ 23″ N, 11° 51′ 33″ O | Hydrologisches Naturdenkmal: Feuchtgebiet |
| ja   | Datei hochladen | Serighelamoos ID: 083_G06                                      | 46° 40′ 24″ N, 11° 48′ 41″ O | Hydrologisches Naturdenkmal: Moor         |
| BW   | Datei hochladen | Crignamoos ID: 083_G07                                         | 46° 41′ 7″ N, 11° 48′ 57″ O  | Hydrologisches Naturdenkmal: Moor         |

| Foto: | Fotografie des Naturdenkmals. Klicken des Fotos erzeugt eine vergrößerte Ansicht. Daneben finden sich zwei Symbole: |
| ID    | Identifikator bei der Abteilung Natur, Landschaft und Raumentwicklung der Südtiroler Landesverwaltung               |